# Помлазка

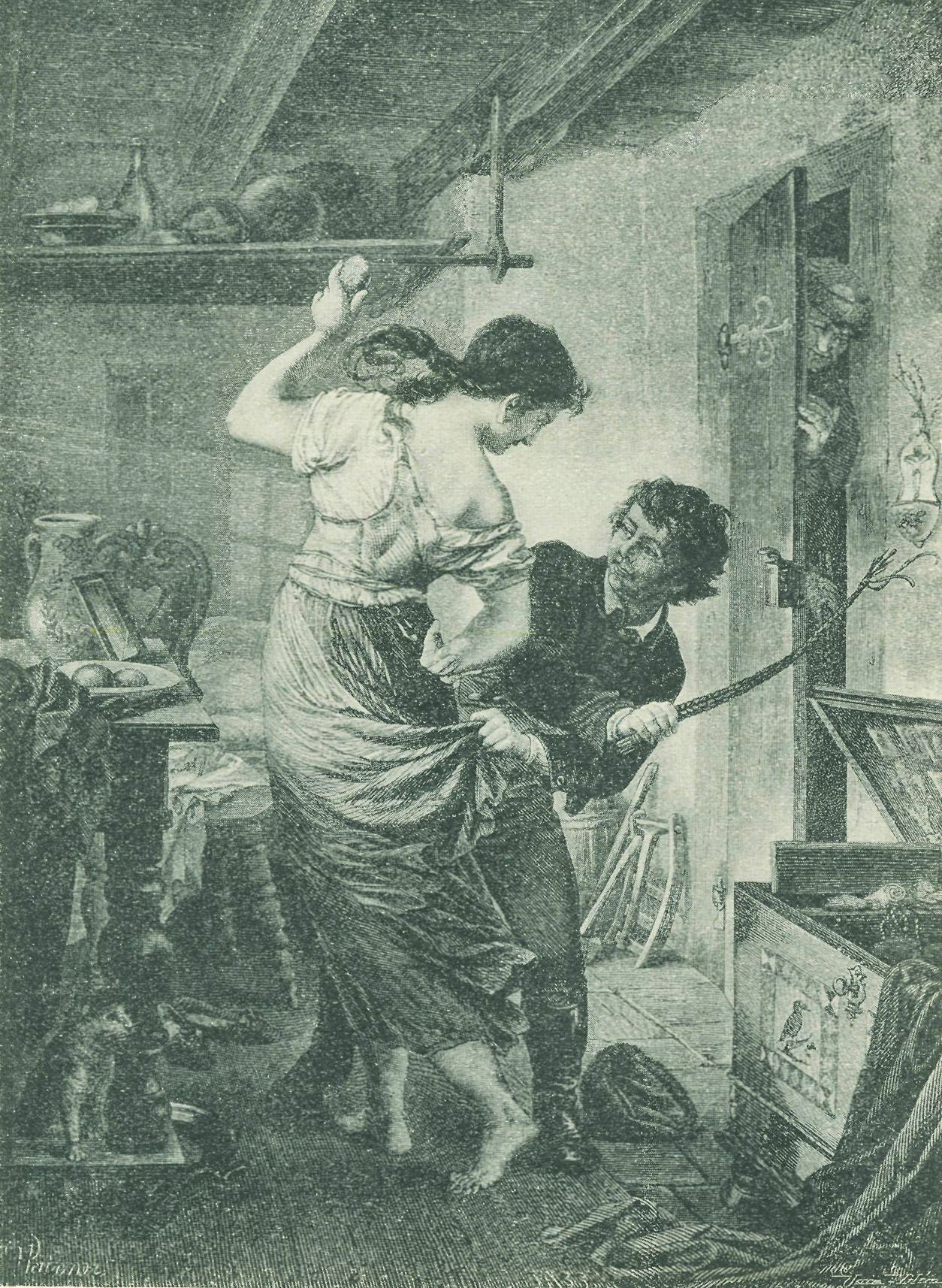
Обряд помлазки в Чехії. 1910

Помлазка (великодній батіг, великоднє шмагання, чеськ. pomlázka, mrskačka, šmerkust, tatar, šlehačka, švihačka, hodovačka, houdovačka, sekačka, dynovačka, pamihod, pamihoda словац. šibačka, šlahačka, пол. wielkanocne smaganie) — народний обряд в Чехії, Словаччині та Польщі в Великодній (Поливаний) понеділок, під час якого хлопці символічно б'ють дівчат по сідницях вербними або іншими свіжозрізаними гілочками, найчастіше сплетеними в спеціальний батіг.

## Обряд
Рано вранці у Поливаний понеділок хлопці виходять на вулицю з помлазкой. Шукають дівчат, які ховаються або роблять вигляд, що хочуть сховатися. Хлопці шмагають дівчат батогом із молодих прутів верби (берези, ялівцю), прикрашеного на кінці стрічками. Дівчата відкуповуються крашанками або писанками (в наші дні і шоколадними яйцями) і іншими частуваннями  .
Слово «помлазка», ймовірно, походить від слова помолодити, і биття дівчат нібито передає їм свіжість, гнучкість і здоров'я молодих гілок верби.
Помлазкой також називають подарунок зі фарбованих крашанок .
У Чехії та Словаччині звичай биття помлазкой відбувається під час великоднього колядування . Батіг роблять з 6-12 сплетених гілочок верби, з якими хлопчики йдуть колядувати і пошмагати дівчат з усієї округи. Биття по сідницях супроводжувалося співом спеціальних пісень. Дівчина ж під час обряду мала право облити хлопця з відра.
У східних слов'ян биття вербними гілочками відбувається частіше вночі після Лазаревої суботи або рано вранці в Вербну неділю  .

## посилання
- Чеська «помлазка» - обряд омолоджування у Великодній понеділок [Архівовано 25 липня 2018 у Wayback Machine.]
- Pomlázka [Архівовано 16 квітня 2016 у Wayback Machine.] (ceske-tradice.cz)(чес.)
- Виготовлення помлазки [Архівовано 30 квітня 2021 у Wayback Machine.] . Відео на youtube.com